# Camillo III Gonzaga
Camillo III Gonzaga - Novellara (Novellara, 23 agosto 1649 – Novellara, 16 agosto 1727) è stato un nobile italiano, conte di Novellara e Bagnolo dal 25 luglio 1678 fino alla sua morte.

## Biografia
Figlio di Alfonso II Gonzaga, conte di Novellara e Bagnolo, e di Ricciarda Cybo, figlia di Carlo I Cybo, duca di Massa e Carrara, Camillo succedette al padre nel 1678, a 29 anni, alla contea di Novellara con il nome di Camillo III (l'investitura imperiale, di cui Novellara era feudo, avvenne però l'anno successivo).
Il nuovo dinasta governò con pochi mezzi e molta tempra: si divise imparzialmente tra la caccia e gli affari di Stato, non sfruttò i sudditi e alle spese di corte provvide di tasca propria.
Nel 1695 si sposò con Matilde d'Este, figlia di Sigismondo III d'Este, marchese di San Martino (linea sigismondina degli Este di San Martino) e di Maria Teresa Grimaldi, figlia di Ercole Grimaldi, principe ereditario del Principato di Monaco e marchese di Baux.
Nel 1702, dopo la battaglia di Santa Vittoria, Camillo ospita nei suoi territorio il re di Spagna, Filippo V. Il sovrano spagnolo, durante la sua permanenza a Novellara, tiene a battesimo Filippo Alfonso; in quest'occasione Camillo ed il figlio vengono nominati Grandi di Spagna di prima classe.
La moglie nel 1714, in un accesso di gelosia, tentò di avvelenarlo con l'arsenico; per punizione il conte di Novellara la rispedì dal padre, tenendo con sé però i figli. La contessa Matilde fu rinchiusa nel convento di San Geminiano a Modena per undici anni, prima della rappacificazione avvenuta per il battesimo della nipote Maria Teresa Cybo-Malaspina, figlia di Ricciarda Gonzaga, nel 1725.
Quando morì nel 1727, il cordoglio dei sudditi fu generale e sincero.
Il suo successore fu Filippo Alfonso, che morì dopo un anno di regno per via della tubercolosi; la contea allora, dopo un interregno imperiale di dieci anni, andò alla sorella Ricciarda, ultima esponente del Casato dei Gonzaga di Novellara. Dopo la sua morte, nel 1737, la contea passò al Ducato di Modena e Reggio e la dinastia si estinse.

## Discendenza
Camillo e Matilde ebbero tre figli:
- Ricciarda (24 marzo 1697 - 16 aprile 1698);
- Ricciarda (22 agosto 1698 - 24 novembre 1768), che sposò nel 1715 Alderano I Cybo-Malaspina, duca di Massa e principe di Carrara;
- Filippo Alfonso (13 aprile 1700 - 13 dicembre 1728).

Camillo ebbe un figlio illegittimo con Orsola Manari Pio, successivamente legittimato:
- Alfonso (1678 - 6 maggio 1750), sposò Marianna Michelina Bargnani, con discendenza[6]

## Ascendenza
|                          |                         |                              | Genitori                      |  |  | Nonni |  |  | Bisnonni          |  |  | Trisnonni            |  |
|                          |                         |                              |                               |  |  |       |  |  | Alfonso I Gonzaga |  |  | Alessandro I Gonzaga |  |
|                          |                         |                              |                               |  |  |       |  |  | Alfonso I Gonzaga |  |  | Alessandro I Gonzaga |  |
|                          |                         | Costanza da Correggio        |                               |  |  |       |  |  | Alfonso I Gonzaga |  |  |                      |  |
| Camillo II Gonzaga       |                         |                              |                               |  |  |       |  |  | Alfonso I Gonzaga |  |  |                      |  |
|                          |                         | Vittoria di Capua            | Giovanni Tommaso di Capua     |  |  |       |  |  |                   |  |  |                      |  |
|                          |                         | Vittoria di Capua            | Giovanni Tommaso di Capua     |  |  |       |  |  |                   |  |  |                      |  |
|                          |                         | Vittoria di Capua            | Faustina Colonna              |  |  |       |  |  |                   |  |  |                      |  |
| Alfonso II Gonzaga       |                         | Vittoria di Capua            |                               |  |  |       |  |  |                   |  |  |                      |  |
|                          |                         | Alfonso Felice d'Avalos      | Francesco Ferdinando d'Avalos |  |  |       |  |  |                   |  |  |                      |  |
|                          |                         | Alfonso Felice d'Avalos      | Francesco Ferdinando d'Avalos |  |  |       |  |  |                   |  |  |                      |  |
|                          |                         | Alfonso Felice d'Avalos      | Isabella Gonzaga              |  |  |       |  |  |                   |  |  |                      |  |
| Caterina d'Avalos        |                         | Alfonso Felice d'Avalos      |                               |  |  |       |  |  |                   |  |  |                      |  |
|                          |                         | Lavinia Feltria Della Rovere | Guidobaldo II Della Rovere    |  |  |       |  |  |                   |  |  |                      |  |
|                          |                         | Lavinia Feltria Della Rovere | Guidobaldo II Della Rovere    |  |  |       |  |  |                   |  |  |                      |  |
|                          |                         | Lavinia Feltria Della Rovere | Vittoria Farnese              |  |  |       |  |  |                   |  |  |                      |  |
| Camillo III Gonzaga      |                         | Lavinia Feltria Della Rovere |                               |  |  |       |  |  |                   |  |  |                      |  |
|                          | Alderano Cybo-Malaspina | Alberico I Cybo-Malaspina    |                               |  |  |       |  |  |                   |  |  |                      |  |
|                          | Alderano Cybo-Malaspina | Alberico I Cybo-Malaspina    |                               |  |  |       |  |  |                   |  |  |                      |  |
|                          | Alderano Cybo-Malaspina | Elisabetta Della Rovere      |                               |  |  |       |  |  |                   |  |  |                      |  |
| Carlo I Cybo-Malaspina   | Alderano Cybo-Malaspina |                              |                               |  |  |       |  |  |                   |  |  |                      |  |
|                          |                         | Marfisa d'Este               | Francesco d'Este              |  |  |       |  |  |                   |  |  |                      |  |
|                          |                         | Marfisa d'Este               | Francesco d'Este              |  |  |       |  |  |                   |  |  |                      |  |
|                          |                         | Marfisa d'Este               | ...                           |  |  |       |  |  |                   |  |  |                      |  |
| Ricciarda Cybo Malaspina |                         | Marfisa d'Este               |                               |  |  |       |  |  |                   |  |  |                      |  |
|                          |                         | Giannettino Spinola          | Niccolò Spinola               |  |  |       |  |  |                   |  |  |                      |  |
|                          |                         | Giannettino Spinola          | Niccolò Spinola               |  |  |       |  |  |                   |  |  |                      |  |
|                          |                         | Giannettino Spinola          | Placida Doria                 |  |  |       |  |  |                   |  |  |                      |  |
| Brigida Spinola          |                         | Giannettino Spinola          |                               |  |  |       |  |  |                   |  |  |                      |  |
|                          |                         | Diana de Mari                | Stefano de Mari               |  |  |       |  |  |                   |  |  |                      |  |
|                          |                         | Diana de Mari                | Stefano de Mari               |  |  |       |  |  |                   |  |  |                      |  |
|                          |                         | Diana de Mari                | Veronica Grimaldi             |  |  |       |  |  |                   |  |  |                      |  |
|                          |                         | Diana de Mari                |                               |  |  |       |  |  |                   |  |  |                      |  |